# 微角龍屬
微角龍屬（屬名：Microceratus），又名小角龍，是種小型角龍亚目恐龍，生存於白堊紀的亞洲。微角龍以二足方式行走，身長可能約0.6公尺。微角龍與蒙古的鸚鵡嘴龍是最早的角龍類恐龍之一。
模式種為戈壁微角龍（Microceratops gobiensis），是由Birger Bohlin在1953年所敘述、命名。然而，已經有一種昆蟲（屬於溝姬蜂亞科）先使用Microceratops這名稱；而且有許多化石被重新歸類於雅角龍屬。在2008年，其他科學家建立Microceratus，來取代原有的屬名。

## 分類
微角龍屬於角龍亚目，角龍亚目恐龍是群植食性恐龍，擁有類似鸚鵡的喙狀嘴，生存於白堊紀的北美洲與亞洲。所有的角龍類恐龍在白堊紀末期滅絕。

## 食性
如同所有角龍類恐龍，微角龍是草食性動物。在白堊紀期間，開花植物的地理範圍有限，所以微角龍可能以當時的優勢植物為食，例如：蕨類、蘇鐵、針葉樹。牠們可能使用銳利的喙狀嘴咬下樹葉或針葉。

## 大眾文化
微角龍出現在迪士尼的動畫電影《恐龍》，以及麥可·克萊頓（Michael Crichton）的《侏儸紀公園》小說中。